# اما بل
اما جین بل (به انگلیسی: Emma Jean Bell) بازیگر آمریکایی و متولد ۱۷ دسامبر ۱۹۸۶ در نیوجرسی است. او برای بازی در فیلم یخ‌زده، مجموعه تلویزیونی مرده متحرک و فیلم های مقصد نهایی ۵، بحث و جدل و یخ‌زده معروف است.
اِما در نیوجرسی زاده شده و بزرگ شده است، در ۱۶ سالگی به نیویورک نقل مکان کرد تا به آرزوی خود که ادامه تحصیل در رشته هنر در دبیرستانی در شرق منهتن بود، ادامه دهد.